# Panthère de Barbarie
Panthera pardus panthera
Pour les articles homonymes, voir Léopard (animal) et Panthère.
Répartition géographique
Sous-espèce
Le léopard de Barbarie  (Panthera pardus panthera) est une sous-espèce de léopards vivant en Afrique du Nord, principalement dans l'Atlas.
Comparé aux autres léopards, cette sous-espèce a une fourrure très épaisse, adaptée à un environnement montagnard plus froid. Le léopard de Barbarie vit principalement dans les forêts de pins, de genévriers, de cèdres et d'autres conifères, des régions montagneuses de l'Afrique du Nord. C'est un animal de montagne, qui vit dans des endroits plus froids que son cousin, le léopard d'Afrique. Il se reconnaît notamment par son pelage plus épais, qui lui permet de résister aux nuits froides en montagne. C'est un prédateur qui s'attaque à des proies de taille moyenne, comme des singes, des gazelles, parfois même des cerfs de Barbarie (Cervus elaphus barbarus).

## Dénominations et étymologie
Les dénominations panthère de Barbarie et léopard de Barbarie proviennent du nom de côte des Barbaresques qui a donné les termes Barbarie et Berbérie qualifiant le territoire historique du Maghreb.
Dans les langues et dialectes autochtones berbères, l'on retrouve divers termes pour qualifier le léopard ou panthère de Barbarie et la panthère en général. Parmi eux trois termes sont les plus courants : aɣilas (aghilas) en Algérie (kabyle en Kabylie, chenoui au Chenoua), au Nord et au centre du Maroc (rifain dans le Rif, tamazight du Moyen-Atlas), et agerzam en chleuh (Anti-Atlas, Haut-Atlas, Sud-Est du Maroc) et damesa en touareg.
D'autres termes, plus locaux ou isolés, sont wacil (wašil, washil) et ănaba en touareg, wagerzam dans les parlers chleuhs méridionaux, aɣelyas au Maroc central, aɣulas (aghulas) ou aɣwulas (aghwulas) au Sud-Est du Maroc, aɣaynic (aɣayniš, aghaynish, aghaynich) en zénaga (Mauritanie). La forme tirée de la racine berbère ƔLS donnant les mots aghilas, aghulas et aghelyas est considérée comme la dénomination de l'animal plus pan-berbère et ancienne, liée au libyque, en raison de sa large extension géographique et également de sa mention dans la littérature berbère ancienne.
D'autres termes existants comme en chaoui dans l'Aurès nnmer et en mozabite dans le Mzab nemer sont eux des emprunts à l'arabe issus de l'arabisation.

## Chasse
L’abondance des bêtes sauvages en Afrique du Nord était quasi proverbiale déjà au temps d’Hérodote , c’est-à-dire dès le Ve siècle avant notre ère. Vitale tant pour l’alimentation que pour la protection des hommes et des troupeaux, la chasse fut certainement pratiquée très tôt, avec toutes sortes de méthodes, d’armes, d’outils et de pièges. Les fauves, lions et panthères notamment, ont été fréquemment représentés dans l’art rupestre Néolithique et protohistorique de l’Afrique du Nord, ainsi dans l’Atlas saharien. Ce sont des représentations souvent réalistes, partagées par des communautés agricoles et/ou pastorales soucieuses de protéger leur cheptel. Principal élément de destruction dans toute la région, le lion notamment fut très tôt associé à l’idée de mort, avec aussi un caractère divin qui le fit plus tard associer au culte de Saturne (Roubet 2008, 4419). Compte tenu de leur apparentement, les autres fauves, panthères (ou léopards), guépards, servals et même tigres, ne sont pas toujours nettement distingués par les textes. Les représentations figurées sont en général plus discriminantes.

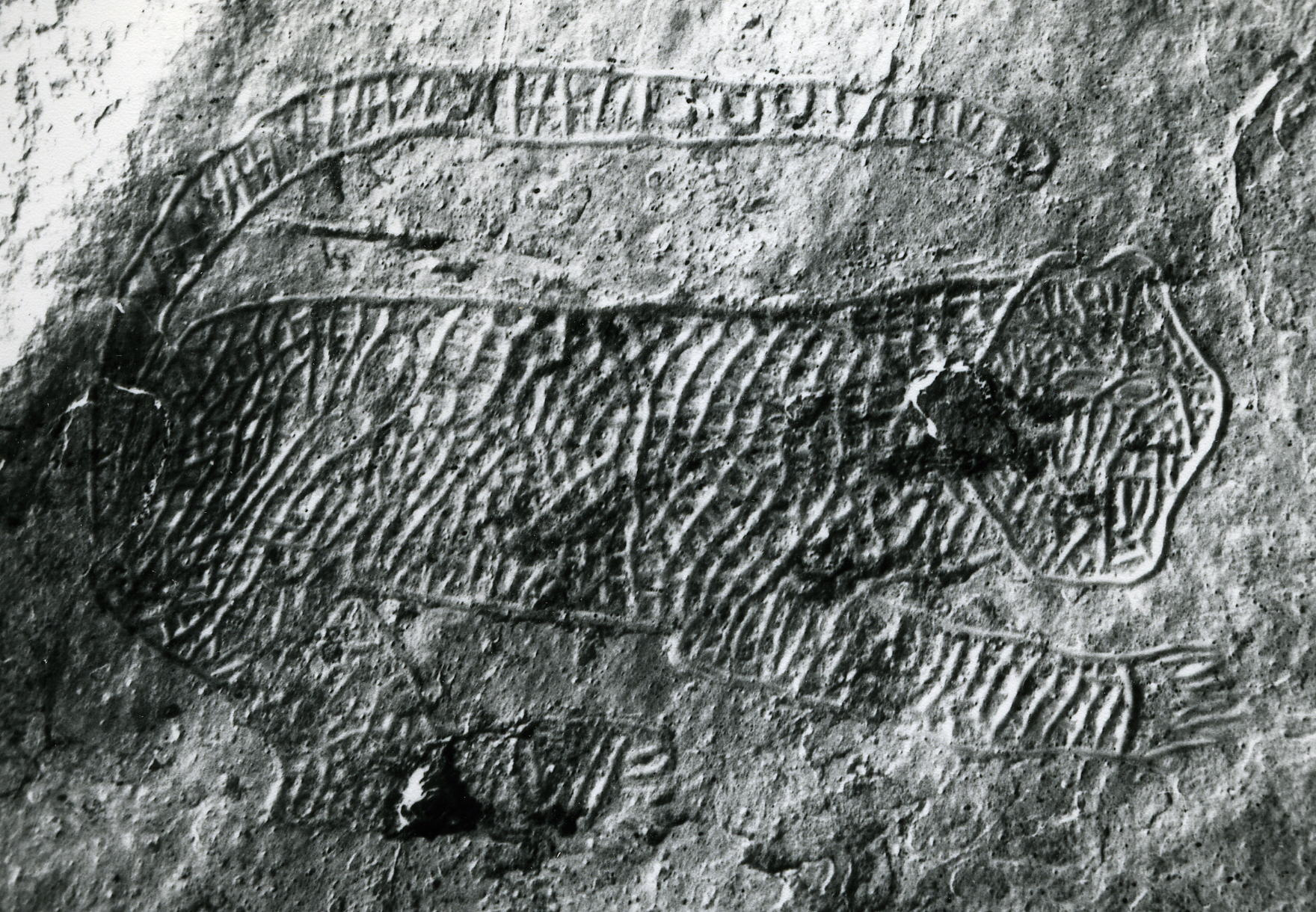
Gravure préhistorique Panthère, région d'El Bayadh (Algérie)

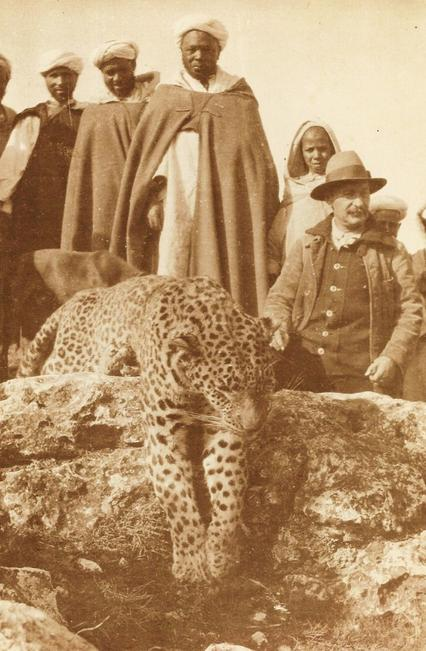
Chasse au Léopard (Panthère) de l'Atlas. Colons européens accompagnés de Berbères et de Haratin

Sur les peintures égyptiennes du IIIe millénaire avant notre ère, les chefs libyens originaires de Libye antique sont classiquement vêtus de peaux de panthère. Jadis très communs en Afrique et en Asie, ces animaux sont souvent représentés sur les images antiques. La chasse était une activité favorite des jeunes maures et numides, dont l’habileté à débusquer les fauves de leur tanière était bien connue déjà lors de la seconde guerre punique. Elle faisait même partie intégrante de l’éducation des princes. Jugurtha, adolescent, « suivant l’antique usage de ce peuple [numide], pratiquait l’équitation, le lancer du javelot ; […] en outre, il passait la plus grande partie de son temps à la chasse ; il était le premier, ou l’un des premiers, à frapper le lion ou les autres bêtes sauvages ». Chasser les fauves pouvait même être considéré comme un entraînement à la guerre. Aristote (IVe siècle av. J.-C.) considérait ainsi la cynégétique comme une des parties de la science militaire. D’ailleurs, tant à la guerre qu’à la chasse, l’armement libyque traditionnel se composait d’un petit bouclier, le plus souvent rond, et de plusieurs javelines ou d’une unique lance longue (Laporte 2015). On chassait les fauves soit à pied, soit à cheval.
Dans l'ensemble de l’Afrique du Nord, surtout dans les régions montagneuses et boisées, la faune sauvage était encore abondante jusqu’à la fin du XIXe siècle. La panthère y était commune, de même que le lynx, l’hyène, la genette... Le Lion de l'Atlas y est toujours présent, mais beaucoup moins abondant. En 1860, la chronique historique fait état de 61 panthères, de 50 hyènes et de 38 lions et lionceaux abattus sur tout le territoire de l’Algérie (Kitouni 2013).
La panthère, qui se faisait rare dès le début du XVIIIe siècle, était pourtant redoutée comme en témoigne Thomas Shaw : « Lion de l'Atlas et la panthère tiennent le premier rang entre les bêtes féroces de ces contrées ». Il rapporte une tradition arabe selon laquelle leurs petits mourraient souvent d’infection lors de la poussée de leurs dents, « et c’est là la raison pour laquelle les lions et les panthères sont en moins grand nombre que les autres animaux sauvages ». Il poursuit de manière sans doute plus exacte : « Quelle que soit la cause de cette diminution, soit qu’elle provienne en effet des obstacles qu’ils éprouvent de leur dentition, ou de ce que les Arabes sont plus répandus dans l'intérieur du pays qu’ils ne l’étaient anciennement, soit enfin que l’usage plus général des armes à feu ait donné aux habitants le moyen d’en détruire plus qu’on ne le faisait jadis, toujours est-il certain qu’on aurait maintenant beaucoup de peine à trouver la cinquième partie des bêtes féroces que l'on conduisait alors à Rome pour les donner en spectacle au peuple ».
Plus que le piégeage, sinon sorti d’usage, du moins peu efficace, c’est en effet la diffusion des armes à feu modernes qui fut fatale à l’animal. Dès le milieu du XIXe siècle, l’administration française proposa des primes pour la destruction des fauves en Algérie. Il s’agissait d’une chasse à l’affût avec des armes à feu moderne (avec balle conique en acier, et non plus en plomb) qui ne laissait aucune chance à l’animal, qui pouvait toutefois blesser très grièvement l’assaillant qui le croyait mort.  Le plus « professionnel » des chasseurs de fauves français en Algérie fut sans doute Jules Gérard (1817-1864), à l’origine un militaire engagé dans la conquête, qui exerça son art de tueur de lions dans toute l’Algérie du nord, dès les années 1840. Il fut reconnu par les plus hautes autorités françaises et européennes (dont Napoléon III et l’empereur d’Autriche) qui lui offrirent présents et distinctions (fusils, armes de chasse). Vers 1845, il publia des récits de chasse dans la presse et des revues spécialisées, puis les réunit en 1855 dans un ouvrage maintes fois réédité (l’édition de 1856 fut illustrée de magnifiques gravures de Gustave Doré). Bien qu’il ne parle que de lions, ce livre donne une suite de récits forts intéressants, dont la dimension ethnographique n’est pas négligeable (coutumes et croyances « indigènes » autour des grands fauves).
Il semble avoir inspiré, sur un mode drolatique, le Tartarin de Tarascon d’Alphonse Daudet (1872). Mais Jules Gérard n’était pas le seul à parcourir les campagnes d’Algérie. À partir de 1844, c’est-à-dire à la même époque, Marguerite, l’un des premiers agents du bureau arabe de Theniet El Had (massif de l'Ouarsenis), s’adonna lui aussi à la chasse aux lions et aux panthères notamment dans le djebel Ghirès. Dès cette époque, il n’y avait plus dans l’Ouarsenis qu’une douzaine de lions et de panthères, espèces en cours de disparition dès lors que la destruction était supérieure à la reproduction. La disparition précoce des lions amena l’attention des chasseurs sur les panthères.
À partir de 1844 et jusqu’en 1859, au cours de plusieurs voyages en Algérie, un certain Charles Bombonnel, né en 1816 à Spoy dans l’Aube, s’illustra en divers endroits du pays comme tueur de panthères et s'en vanta à juste titre, dans un livre Bombonnel, le tueur de panthères, paru en 1860 chez Hachette Livre et qui connut un certain succès, au point d’être réédité a plusieurs reprises jusqu’en 1921. Il est cité avec estime par Alphonse Daudet dans son Tartarin de Tarascon (1872), héros fantasque et mythomane, dont il constitue l’antithèse efficace et discrète. Le littérateur le fait même rencontrer son prétendu héros au cours d’un voyage en diligence dans la région de Blida (chapitre « Où l'on voit un petit monsieur »). Tartarin, chasseur de lions, armé jusqu’aux dents, parle haut devant les dames de ses exploits imaginaires, rabaisse ceux de Bombonnel, simple chasseur de panthères, qu’il prétend connaître, en présence d’un petit monsieur discret, rabougri, a lunettes et parapluie. Lorsque ce dernier descend, en lui conseillant de rentrer chez lui, le cocher lui indique qu’il s’agissait de... Charles Bombonnel lui-même. Une photographie d’époque montre ce dernier dans son costume de chasse qui l’a parfois fait prendre pour un soldat moscovite (sic). Dans son ouvrage, fort plaisant, bien que l’auteur se déclare peu instruit (« ayant usé de genoux de pantalons à la chasse que de fonds de culotte sur les bancs du collège que je n’ai jamais connus »), Bombonnel note que le félin – avec d’autres animaux sauvages : once, serval, hyène…– était très répandu dans les zones boisées, encore très étendue dans tout le nord de l’Algérie. Il est vrai qu’à cette époque la couverture forestière était importante dans toute la partie nord de l’Algérie, particulièrement en Kabylie et dans le constantinois, ce qui favorisait la reproduction d’une faune riche et variée,.

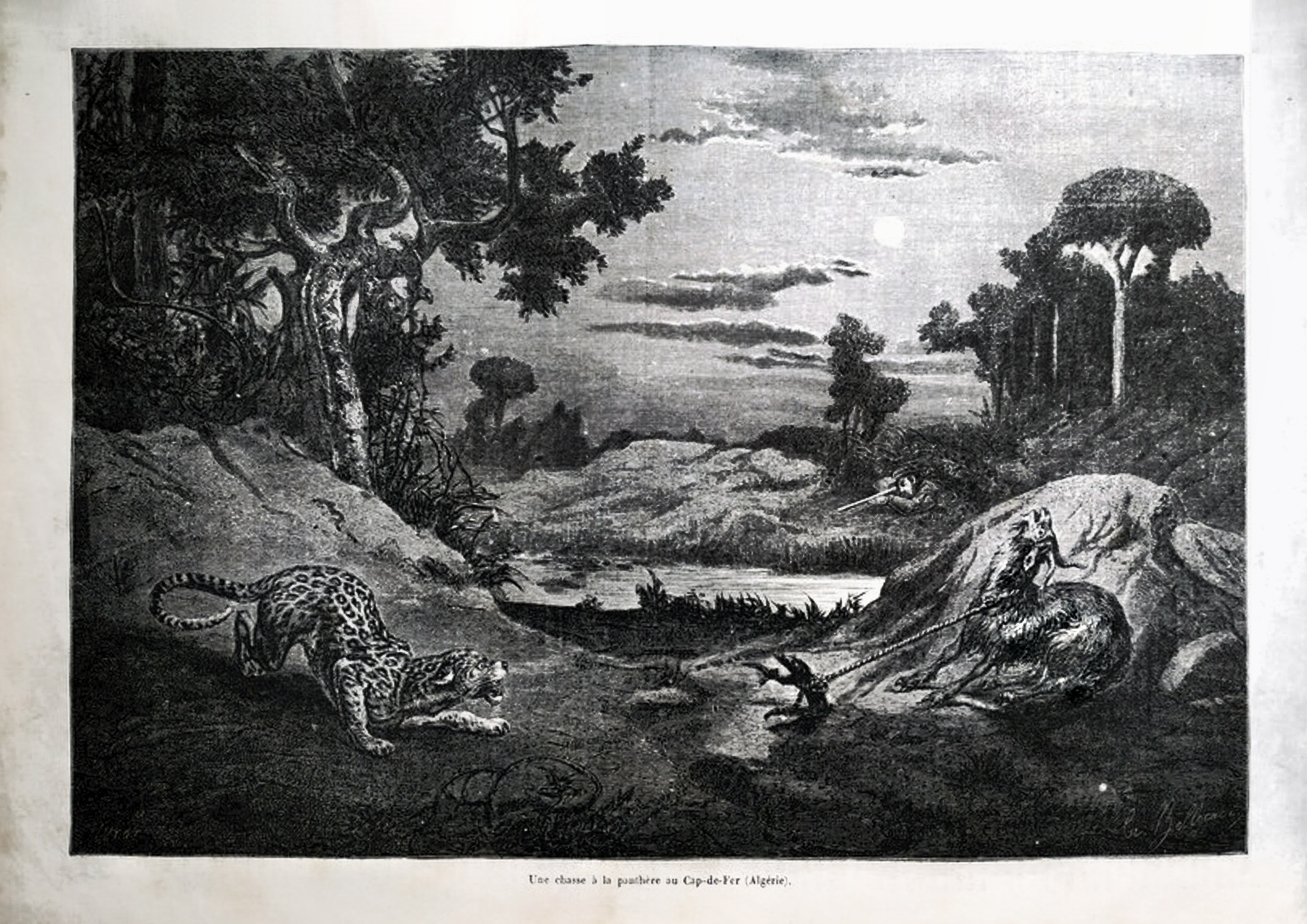
Chasse à la Panthère de Barbarie à la chèvre en Algérie (1871)
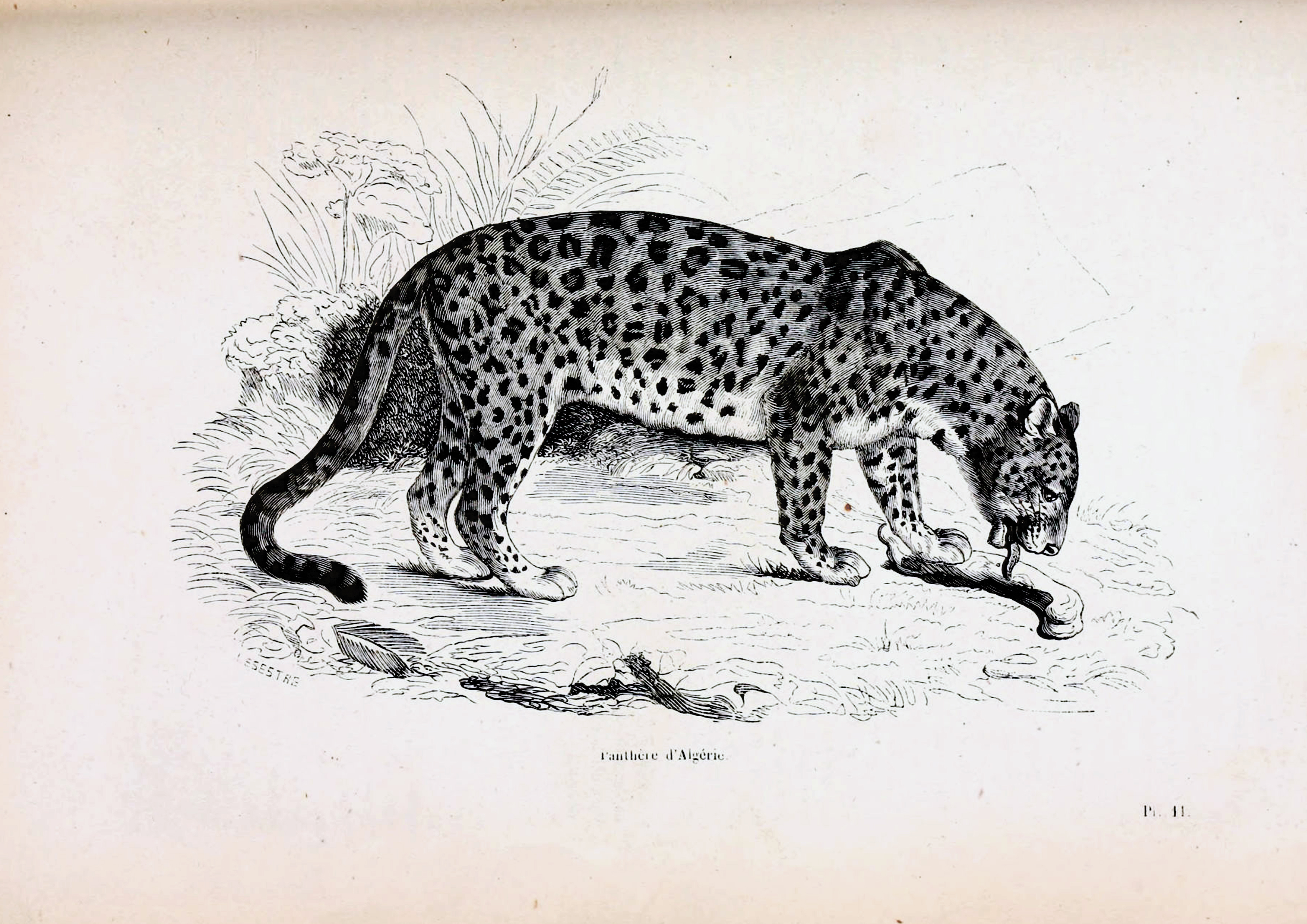
Gravure de Panthère de Barbarie en Algérie (XIXe siècle)
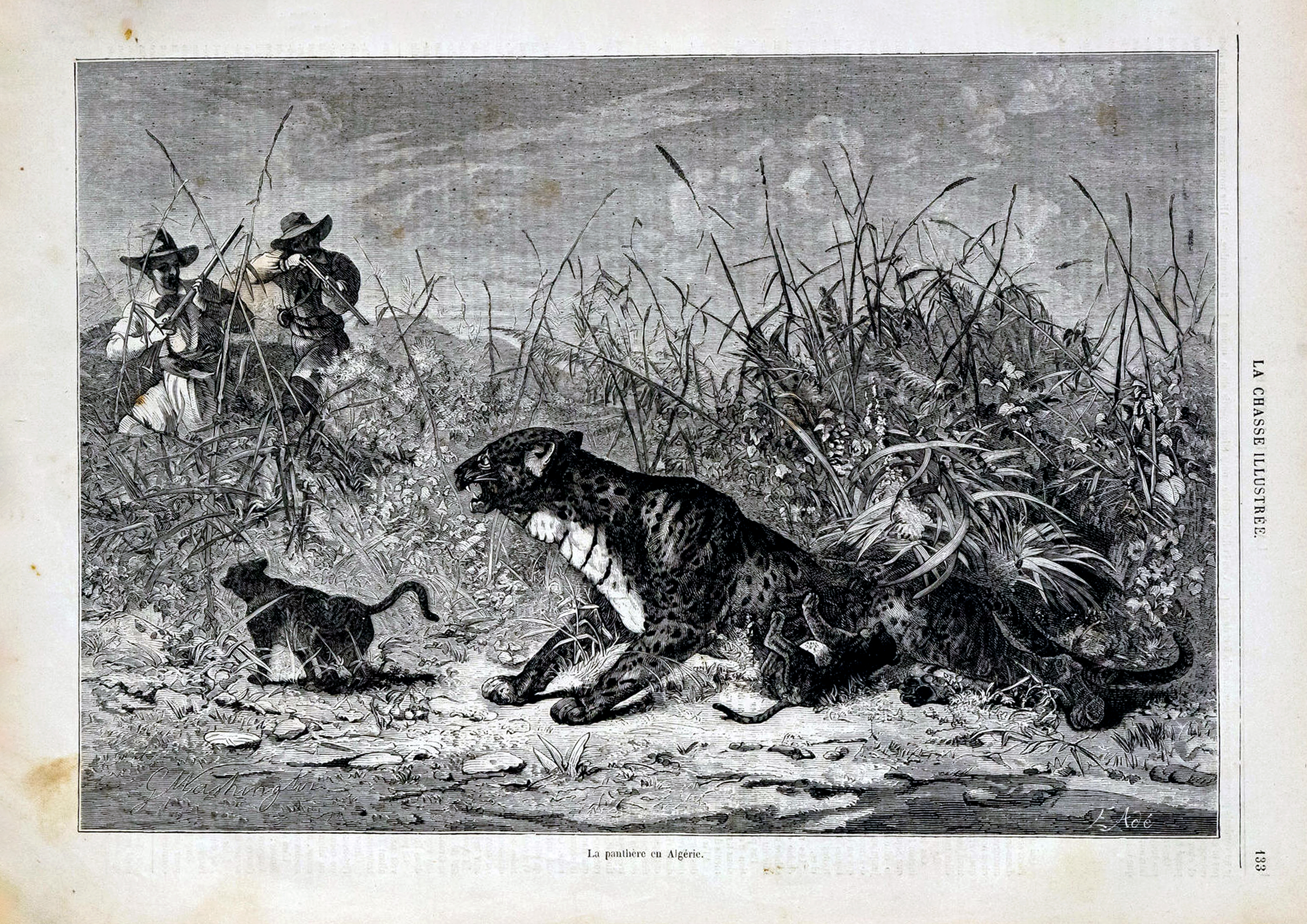
Chasse à la Panthère de Barbarie en Algérie (1868-69)

Certains animaux carnassiers causaient des dégâts considérables au cheptel des habitants : « On parlait beaucoup de panthères qui ravageaient le territoire des tribus [...]. Le récit de leurs sanglants exploits était sur tous les journaux de la localité et dans toutes les bouches ». Dépourvues de moyens efficaces pour lutter contre les méfaits de cet animal, de nombreuses tribus des alentours d’Alger (Baraki, Boumerdès, Bou Zegza, Beni Rached, Draâ el-Mizan...) firent appel à ce chasseur, déjà expérimenté et doté d’un fusil de chasse performant. Il en tua une dizaine entre 1853 et 1859 rien qu’aux portes d’Alger, ce qui lui fait dire que : « en Algérie, il y a des panthères partout » et qu’il suffisait de « s’armer d’une volonté inébranlable, d’une patience à toute épreuve et d’un bon fusil ».  De courage aussi, comme le montre un passage de son récit où on le voit, simplement caché par quelques branches feuillées, attirer avec une chèvre attachée à un piquet, tirer un premier coup sur une panthère, qui le charge et ne s’écroule qu’au second tir. C’était une femelle de 2,85 m. Charles Bombonnel précise que la grande panthère pèse de 200 à 400 livres (100 à 200 kg), et que la plus grande qu’il ait vue mesurait 3,20 m de la tête à l’extrémité de la queue (queue « qui mesure toujours le tiers de la longueur totale de la bête »). C’était donc un animal impressionnant.
En 1844, Daumas et Fabar (La Grande Kabylie. Etudes historiques, ed. Hachette, 1847, c. XII, 1 : Les Zouaouas) décrivent une méthode moins risquée : « Le lion est très rare dans le pays, à cause de la grande population : la panthère y est plus répandue. On la détruit souvent au moyen d’une espèce de machine infernale, composée de plusieurs fusils dont les canons entrecroisés abritent un morceau de viande correspondant à leurs batteries par des fils propres à en déterminer le jeu. L’animal, se plaçant en face pour tirer sa proie, produit lui-même l’explosion qui le tue ».

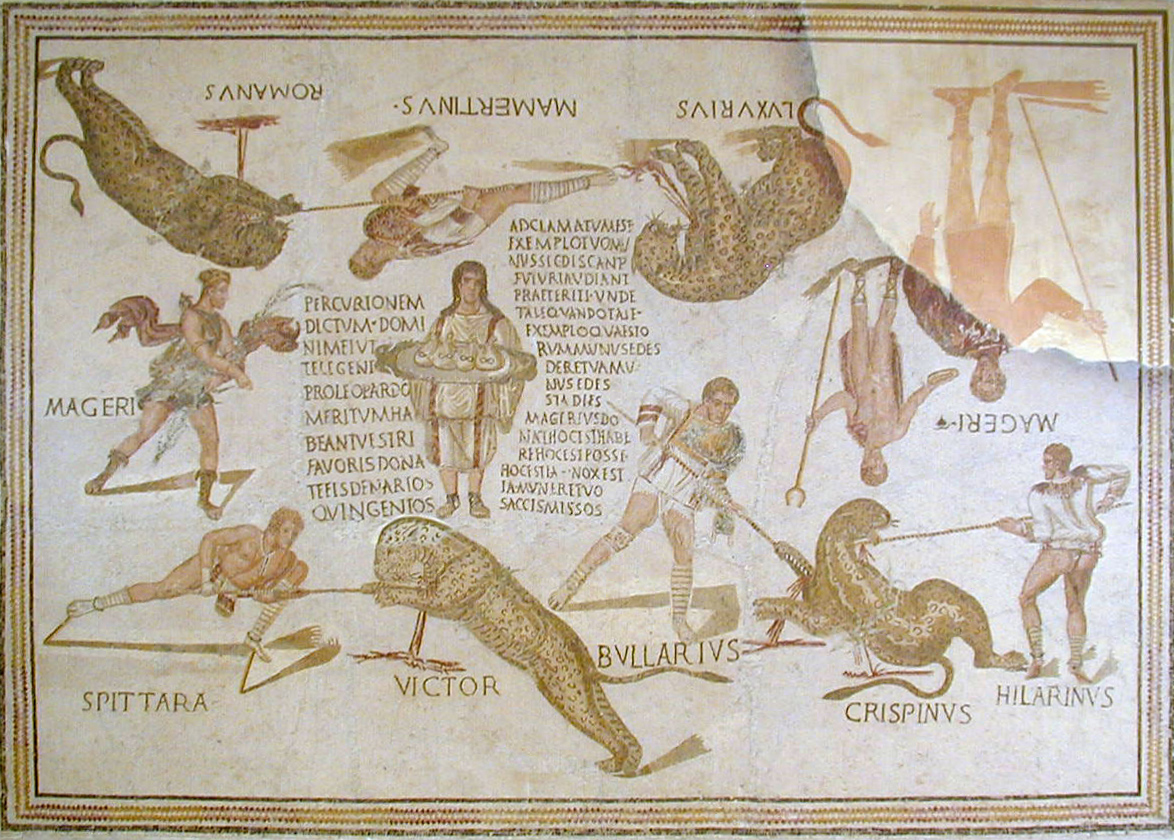
Mosaïque de Smirat au musée de Sousse

Des sportsmen anglais vinrent à la rescousse dans un tout autre esprit, mais donnèrent en 1904 de précieux renseignements sur les pratiques habituelles en Algérie, entre le Tell et le grand désert. La récompense était toujours de 40 francs-or. En 10 ans, 1 100 panthères avaient été abattues, et il en restait encore. Dès que l’on signalait une panthère, le maire de la commune organisait une battue. Une quinzaine de chasseurs européens et une centaine de rabatteurs arabes encerclaient la zone et finissaient par acculer la bête, aussitôt fusillée, ce qui n’était pas sans danger. La panthère, qui d’habitude n’attaquait pas l’homme, le faisait dès qu’elle était blessée, en étant dangereuse même pour les cavaliers qu’elle pouvait poursuivre pendant des kilomètres, jusqu’à ce qu’un dernier tir ne l’achève. La panthère était également chassée en embuscade,.
Selon le même sportsman anonyme : « un trou, muni d’un plan incliné à la partie inférieure était creusé à un angle de 45°, juste assez large pour cacher un homme. Puis vous vous y introduisez, et êtes couvert de branchages et de terre meuble, à l’exception d’une meurtrière à travers laquelle vous pouvez voir. Elle doit être assez large pour vous permettre d’y introduire aussi le canon de votre fusil. En face de ce trou, on attache un agneau, un chevreau, ou tout autre petit animal, vivant et lié ou fraichement tué. La panthère affamée vient se jeter sur sa proie, et vous n’avez plus qu’à viser. Les Arabes tuent aussi les lions et les panthères au moyen de fosses, munies d’un appât qui prend la forme d’une chèvre ou d’un mouton ». « Ce n’est pas du sport », écrit le même commentateur un peu dédaigneux (sans que l’on saisisse bien la sportivité de sa propre méthode), « mais il sert leur but, et délivre leurs troupeaux de la gueule mortelle de ces Rois de la Forêt. »

## État de conservation
À force de battues, de piégeage ou de chasse « sportive », l’animal se fit très rare. En Algérie du nord, l’animal vint à disparaître. Plusieurs localités se disputent l’honneur d’avoir été le lieu où la dernière panthère a été tuée. D’après l’Encyclopédie Larousse en ligne, la dernière aurait été tuée vers 1960 à la frontière tunisienne, près d’El Kala (La Calle).

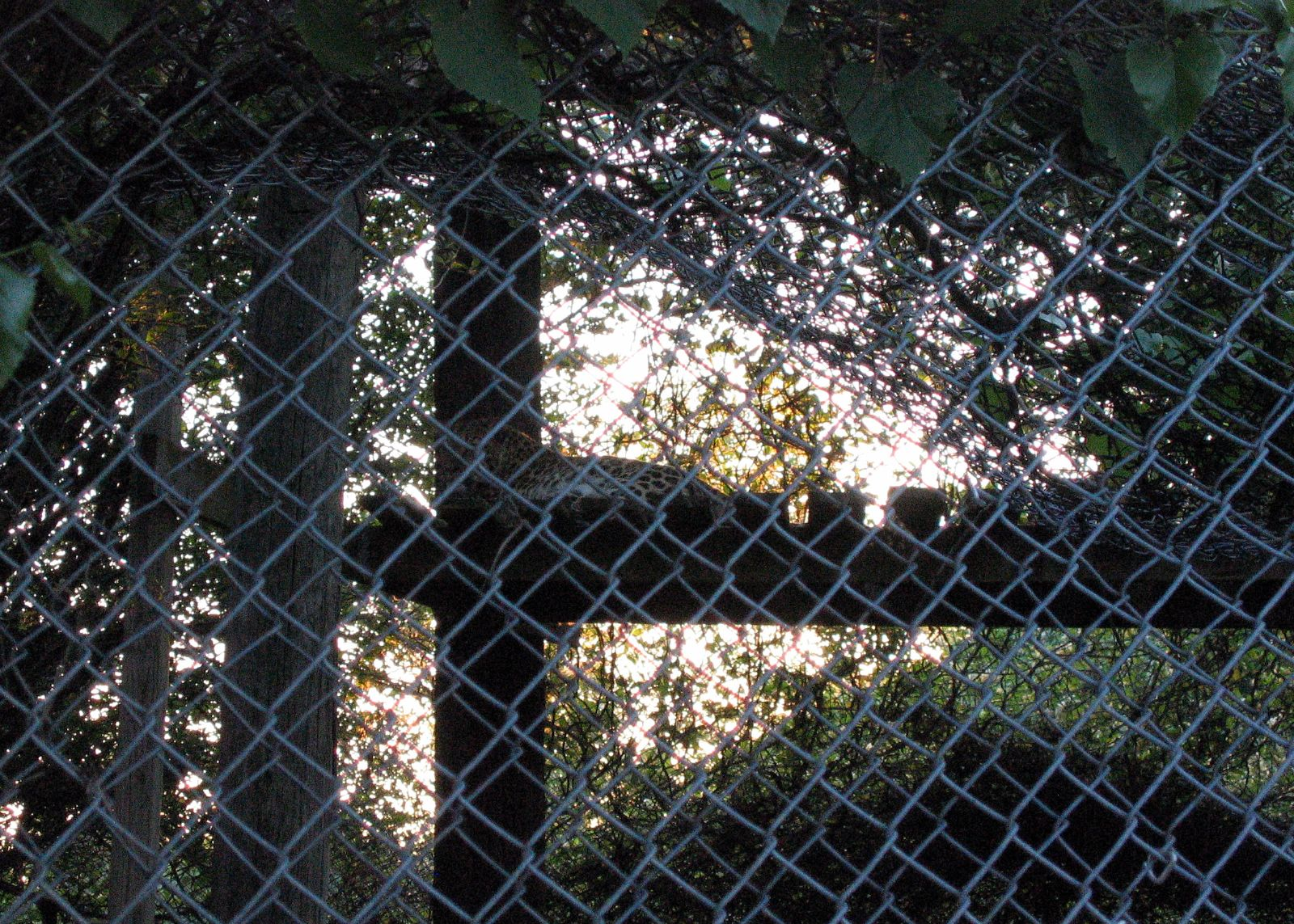
Léopard de Barbarie (Panthera Pardus Panthera) en captivité

Le léopard est aujourd'hui presque éteint en Afrique du Nord. Il reste une petite population dans les montagnes de l'Atlas et des observations récentes auraient également été signalées en 2007 dans la zone frontalière entre le Maroc et l'Algérie. La présence du léopard a été confirmée grâce au documentaire Sahara: Source de vie (documentaire sur la faune marocaine produit par Barry Clark dans l'an 2000) où on voit un léopard dans l'Atlas Marocian entrain de chasser des mouflons.Sa présence a aussi été confirmée en 2006 dans les montagnes de l'Hoggar, dans le désert algérien, où l'espèce n'a jamais été recensée auparavant. Il est également possible qu'il y ait encore quelques léopards dans les zones désertiques de l'est de l'Égypte. Aujourd’hui, il en reste quelques-unes au Maroc dans les forêts du versant nord du Haut-Atlas que la route traverse pour gagner Imilchil. Elles sont naturellement protégées.
Au Sahara, dès le début du XIXe siècle, la panthère était peu fréquente. Cependant, après analyse par un laboratoire de Londres des fèces découvertes dans le parc de le Hoggar par une mission de l’Office du Parc National, les excréments que l’on supposait d’un guépard, ont révélé l’ADN d’une panthère (Malika Hachid, journal El Watan du 6/12/2006). La panthère est donc très rare, et très discrète, mais elle existe.
En 2022, le réalisateur et producteur de documentaire Algérien, Redouane Tahri, captura en vidéo, dans la wilaya de Béchar, un leopard au loin grâce à un binoculaire et une caméra ainsi qu'une proie morte et laissé dans un arbre..